# Sportvagns-VM 1958
Sportvagns-VM 1958 vanns av Ferrari.

## Delsegrare
| Bana         | Vinnare                       | Märke        |
| ------------ | ----------------------------- | ------------ |
| Buenos Aires | Peter Collins Phil Hill       | Ferrari      |
| Sebring      | Peter Collins Phil Hill       | Ferrari      |
| Targa Florio | Olivier Gendebien Luigi Musso | Ferrari      |
| Nürburgring  | Stirling Moss Jack Brabham    | Aston Martin |
| Le Mans      | Olivier Gendebien Phil Hill   | Ferrari      |
| Goodwood     | Stirling Moss Tony Brooks     | Aston Martin |

## Märkes-VM
| Plats | Märke        | Poäng |
| ----- | ------------ | ----- |
| 1     | Ferrari      | 32    |
| 2     | Aston Martin | 18    |
| 3     | Porsche      | 18    |
| 4     | Lotus        | 3     |
| 5     | O.S.C.A.     | 2     |
| 6     | Jaguar       | 1     |